# Apatania ulmeri
Apatania ulmeri är en nattsländeart som först beskrevs av Schmid 1950.  Apatania ulmeri ingår i släktet Apatania och familjen Apataniidae. Inga underarter finns listade i Catalogue of Life.